# Илирија
Илирија (антгрч.  — Илириа или  — Илирис, лат. Illyria — Илириа) је назив који се у античко доба користио за западни део Балкана, који су насељавали антички Илири.

## Антички период
Пре римског освајања, на делу подручја настањеног Илирима формирана је Илирска краљевина. Освојивши Илирију, Римљани су за ово подручје почели да употребљавају назив Илирик, формиравши најпре провинцију Илирик, а касније и дијецезу и префектуру истог имена.

## Нови век
У новом веку се назив Илирија користио као назив за земље настањене Јужним Словенима (за које се сматрало да су потомци Илира). Хабзбуршка монархија је формирала Илирску дворску канцеларију, која се бавила питањем положаја Срба у Монархији, док је српска регимента у Банатској војној граници називана Илирска банатска регимента. Освојивши делове западног Балкана, Наполеон је формирао Илирске провинције, да би на овом простору Аустријско царство потом формирало Краљевину Илирију.